# Olympique Gymnaste Club de Nice Côte d'Azur 2023-2024
Questa voce raccoglie le informazioni riguardanti l'Olympique Gymnaste Club de Nice Côte d'Azur nelle competizioni ufficiali della stagione 2023-2024.

## Stagione
La stagione 2023-2024 è la novantasettesima nella storia del club e la sua sessantaquattresima nella massima divisione. Essa vede il Nizza partecipare alla Ligue 1, per la ventiduesima stagione consecutiva, e alla Coppa di Francia in ambito nazionale.

## Divise e sponsor
Lo sponsor tecnico per la stagione 2023-2024 è Macron, mentre lo sponsor ufficiale è Ineos, azienda multinazionale privata del Regno Unito operante nel settore chimico.

## Organigramma societario
Area direttiva
- Presidente: Jean-Pierre Rivère
- Direttore sportivo: Florent Ghisolfi
- Direttore generale: Olivier Dall'Aglio
- Responsabile del settore giovanile: Manuel Pires

Area tecnica
- Allenatore: Francesco Farioli
- Allenatore in seconda: Daniele Cavalletto
- Assistente allenatore: Frédéric Gioria, Julien Sablé
- Preparatori dei portieri: Nicolas Dehon, Jarkko Tuomisto
- Preparatori atletici: Laurent Bessière, Christopher Juras, Sébastien Sangnier

## Rosa
Rosa aggiornata al 9 febbraio 2024.
| N. |                           | Ruolo | Calciatore            |
| -- | ------------------------- | ----- | --------------------- |
| 1  | Polonia (bandiera)        | P     | Marcin Bułka          |
| 2  | Francia (bandiera)        | D     | Valentin Rosier       |
| 4  | Brasile (bandiera)        | D     | Dante (capitano)      |
| 6  | Francia (bandiera)        | D     | Jean-Clair Todibo     |
| 7  | Costa d'Avorio (bandiera) | A     | Jérémie Boga          |
| 8  | Paesi Bassi (bandiera)    | C     | Pablo Rosario         |
| 9  | Nigeria (bandiera)        | A     | Terem Moffi           |
| 10 | Francia (bandiera)        | C     | Sofiane Diop          |
| 11 | Francia (bandiera)        | C     | Morgan Sanson         |
| 15 | Francia (bandiera)        | C     | Romain Perraud        |
| 18 | Francia (bandiera)        | C     | Alexis Claude-Maurice |
| 19 | Francia (bandiera)        | C     | Khéphren Thuram       |
| 20 | Algeria (bandiera)        | D     | Youcef Atal           |
| 21 | Francia (bandiera)        | C     | Alexis Beka Beka      |
| 22 | Francia (bandiera)        | C     | Badredine Bouanani    |

| N. |                     | Ruolo | Calciatore            |
| -- | ------------------- | ----- | --------------------- |
| 23 | Svizzera (bandiera) | D     | Jordan Lotomba        |
| 24 | Francia (bandiera)  | A     | Gaëtan Laborde        |
| 25 | Francia (bandiera)  | A     | Momo Cho              |
| 26 | Francia (bandiera)  | D     | Melvin Bard           |
| 27 | Senegal (bandiera)  | A     | Aliou Baldé           |
| 28 | Algeria (bandiera)  | C     | Hicham Boudaoui       |
| 29 | Francia (bandiera)  | A     | Evann Guessand        |
| 31 | Italia (bandiera)   | P     | Salvatore Sirigu      |
| 32 | Francia (bandiera)  | A     | Tom Louchet           |
| 33 | Francia (bandiera)  | D     | Antoine Mendy         |
| 37 | Francia (bandiera)  | C     | Reda Belahyane        |
| 38 | Marocco (bandiera)  | D     | Ayoub Amraoui         |
| 39 | Francia (bandiera)  | D     | Daouda Traoré         |
| 55 | Burundi (bandiera)  | D     | Youssouf Ndayishimiye |
| 77 | Algeria (bandiera)  | P     | Teddy Boulhendi       |

## Calciomercato

### Sessione estiva(dal 1º/7 al 1º/9)
| Acquisti         | Acquisti              | Acquisti         | Acquisti                    |
| R.               | Nome                  | da               | Modalità                    |
| ---------------- | --------------------- | ---------------- | --------------------------- |
| A                | Jérémie Boga          | Atalanta         | definitivo (18 milioni €)   |
| A                | Terem Moffi           | Lorient          | definitivo (22,5 milioni €) |
| C                | Morgan Sanson         | Aston Villa      | prestito                    |
| P                | Salvatore Sirigu      |                  | svincolato                  |
| Altre operazioni |                       |                  |                             |
| R.               | Nome                  | da               | Modalità                    |
| A                | Calvin Stengs         | Anversa          | fine prestito               |
| C                | Alexis Claude-Maurice | Lens             | fine prestito               |
| A                | Evann Guessand        | Nantes           | fine prestito               |
| A                | Kasper Dolberg        | Hoffenheim       | fine prestito               |
| A                | Rareș Ilie            | Maccabi Tel Aviv | fine prestito               |

| Cessioni         | Cessioni            | Cessioni     | Cessioni                         |
| R.               | Nome                | a            | Modalità                         |
| ---------------- | ------------------- | ------------ | -------------------------------- |
| A                | Calvin Stengs       | Feyenoord    | definitivo (6 milioni €)         |
| A                | Andy Delort         | Nantes       | definitivo (5 milioni €)         |
| A                | Kasper Dolberg      | Anderlecht   | definitivo (5 milioni €)         |
| C                | Aaron Ramsey        | Cardiff City | gratuito                         |
| C                | Morgan Schneiderlin |              | svincolato                       |
| C                | Ross Barkley        |              | svincolato                       |
| C                | Billal Brahimi      | Brest        | prestito                         |
| A                | Nicolas Pépé        | Arsenal      | fine prestito                    |
| P                | Kasper Schmeichel   |              | svincolato                       |
| Altre operazioni |                     |              |                                  |
| R.               | Nome                | da           | Modalità                         |
| D                | Mattia Viti         | Sassuolo     | prestito con diritto di riscatto |
| A                | Rareș Ilie          | Losanna      | prestito                         |
| C                | Jean N'Guessan      | Metz         | n.d.                             |
| D                | Ange Ahoussou       | Sochaux      | prestito                         |

### Sessione invernale(dal 2/1 al 31/1)
| Acquisti         | Acquisti        | Acquisti      | Acquisti                  |
| R.               | Nome            | da            | Modalità                  |
| ---------------- | --------------- | ------------- | ------------------------- |
| A                | Momo Cho        | Real Sociedad | definitivo (12 milioni €) |
| P                | Maxime Dupé     | Anderlecht    | n.d.                      |
| D                | Valentin Rosier | Beşiktaş      | prestito                  |
| Altre operazioni |                 |               |                           |
| R.               | Nome            | da            | Modalità                  |
| D                | Robson Bambu    | Vasco da Gama | fine prestito             |

| Cessioni         | Cessioni           | Cessioni         | Cessioni                |
| R.               | Nome               | a                | Modalità                |
| ---------------- | ------------------ | ---------------- | ----------------------- |
| P                | Salvatore Sirigu   | Fatih Karagümrük | gratuito                |
| C                | Reda Belahyane     | Verona           | definitivo (500 mila €) |
| D                | Ayoub Amraoui      | Amiens           | prestito                |
| C                | Badredine Bouanani | Lorient          | prestito (1 milione €)  |
| D                | Youcef Atal        | Adana Demirspor  | n.d.                    |
| Altre operazioni |                    |                  |                         |
| R.               | Nome               | da               | Modalità                |
| D                | Robson Bambu       | Arouca           | prestito                |

## Risultati

### Ligue 1

#### Girone di andata
| Arbitro: | Bastien |

|             |           |                  |
| Laborde 19’ | Marcatori | 90+4’ B. Diakité |

| Arbitro: | Hakim Ben El Hadj |

|              |           |              |
| Doucouré 77’ | Marcatori | 64’ Guessand |

| Nizza 27 agosto 2023, ore 20:45 CEST 3ª giornata | Nizza           | 0 – 0 referto | Olympique Lione | Allianz Riviera (28 033 spett.)\| Arbitro: \| Bastien Dechepy \| |
| Arbitro:                                         | Bastien Dechepy |               |                 |                                                                  |

| Arbitro: | Stinat |

|                      |           |  |
| Atal 45+1’ Moffi 75’ | Marcatori |  |

| Arbitro: | Clément Turpin |

|                 |           |                            |
| Mbappé 29’, 87’ | Marcatori | 21’, 69’ Moffi 53’ Laborde |

| Arbitro: | Benoit Millot |

|  |           |            |
|  | Marcatori | 90+1’ Boga |

| Nizza 1º ottobre 2023, ore 15:00 CEST 7ª giornata | Nizza            | 0 – 0 referto | Brest | Allianz Riviera (32 044 spett.)\| Arbitro: \| Romain Lissorgue \| |
| Arbitro:                                          | Romain Lissorgue |               |       |                                                                   |

| Arbitro: | Jérôme Brisard |

|  |           |              |
|  | Marcatori | 14’ Boudaoui |

| Arbitro: | Buquet |

|              |           |  |
| Guessand 79’ | Marcatori |  |

| Arbitro: | Pignard |

|  |           |              |
|  | Marcatori | 74’ Boudaoui |

| Arbitro: | Turpin |

|                              |           |  |
| Boga 45’ Mandanda 87’ (aut.) | Marcatori |  |

| Montpellier 10 novembre 2023, ore 21:00 CET 12ª giornata | Montpellier | 0 – 0 referto | Nizza | Stadio della Mosson (13 452 spett.)\| Arbitro: \| El Hadj \| |
| Arbitro:                                                 | El Hadj     |               |       |                                                              |

| Arbitro: | Letexier |

|           |           |  |
| Moffi 54’ | Marcatori |  |

| Arbitro: | Buquet |

|            |           |  |
| Mollet 25’ | Marcatori |  |

| Arbitro: | Bastien |

|                      |           |                |
| Laborde 55’ Boga 82’ | Marcatori | 78’ Abdelhamid |

| Arbitro: | Pignard |

|                               |           |               |
| Sabbi 5’, 35’ Bayo 51’ (rig.) | Marcatori | 90+1’ Louchet |

| Arbitro: | El Hadj |

|                |           |  |
| Moffi 76’, 78’ | Marcatori |  |

#### Girone di ritorno
| Arbitro: | Dechepy |

|                                      |           |  |
| Bourigeaud 31’ (rig.) Kalimuendo 54’ | Marcatori |  |

| Arbitro: | Frappart |

|                     |           |  |
| Guessand 76’ (rig.) | Marcatori |  |

| Brest 4 febbraio 2024, ore 17:05 CET 20ª giornata | Brest  | 0 – 0 referto | Nizza | Stadio Francis Le Blé (13 442 spett.)\| Arbitro: \| Stinat \| |
| Arbitro:                                          | Stinat |               |       |                                                               |

| Arbitro: | Wattellier |

|                                 |           |                              |
| Laborde 37’ (rig.) Guessand 74’ | Marcatori | 16’, 50’ Zakaria 77’ Golovin |

| Arbitro: | Turpin |

|             |           |  |
| Mangala 22’ | Marcatori |  |

| Nizza 25 febbraio 2024, ore 15:00 CET 23ª giornata | Nizza   | 0 – 0 referto | Clermont Foot | Allianz Riviera\| Arbitro: \| El Hadj \| |
| Arbitro:                                           | El Hadj |               |               |                                          |

| Arbitro: | Pignard |

|                        |           |          |
| Dallinga 65’ Gboho 69’ | Marcatori | 8’ Moffi |

| Arbitro: | Buquet |

|          |           |                                       |
| Boga 12’ | Marcatori | 10’ (aut.) Todibo 42’ (rig.) Savanier |

| Arbitro: | Bastien |

|          |           |                                     |
| Wahi 76’ | Marcatori | 11’, 67’ (rig.) Moffi 53’ K. Thuram |

| Arbitro: | Dechepy |

|                  |           |                        |
| Moffi 72’ (rig.) | Marcatori | 19’ Abline 76’ Mohamed |

| Reims 7 aprile 2024, ore 15:00 CEST 28ª giornata | Stade Reims | 0 – 0 referto | Nizza | Stade Auguste Delaune\| Arbitro: \| Wattellier \| |
| Arbitro:                                         | Wattellier  |               |       |                                                   |

| Arbitro: | Pignard |

|                                  |           |                    |
| Clauss 31’ Aubameyang 56’ (rig.) | Marcatori | 13’ Moffi 72’ Bard |

| Arbitro: | Stinat |

|                                  |           |  |
| Sanson 22’ Boga 53’ Guessand 89’ | Marcatori |  |

| Arbitro: | Léonard |

|           |           |                                          |
| Bakwa 18’ | Marcatori | 44’ (rig.) Guessand 52’ Dante 84’ Sanson |

| Arbitro: | Buquet |

|         |           |                       |
| Cho 32’ | Marcatori | 18’ Barcola 32’ Zague |

| Arbitro: | Bastien |

|          |           |  |
| Boga 12’ | Marcatori |  |

| Arbitro: | Delajod |

|                          |           |                           |
| Haraldsson 55’ André 73’ | Marcatori | 10’ Laborde 90+2’ Lotomba |

### Coppa di Francia

#### Fase a eliminazione diretta
| Arbitro: | Wattellier |

|                                        |                      |                               |
| Guessand Moffi Rosario Lotomba Laborde | Tiri di rigore 4 – 2 | Jubal Raveloson Perrin Onaiwu |

| Arbitro: | Léonard |

|                            |           |                                     |
| Livolant 59’ Weissbeck 76’ | Marcatori | 35’ Guessand 47’ (rig.), 60’ Sanson |

| Arbitro: | Letexier |

|            |           |                                                                |
| Sagnan 75’ | Marcatori | 29’ Ndayishimiye 37’ Louchet 39’ Cho 62’ (rig.) Claude-Maurice |

| Arbitro: | Letexier |

|                                        |           |             |
| Mbappé 14’ Fabián Ruiz 33’ Beraldo 60’ | Marcatori | 37’ Laborde |

## Statistiche finali

### Statistiche di squadra
| Competizione     | Punti | In casa | In casa | In casa | In casa | In casa | In casa | In trasferta | In trasferta | In trasferta | In trasferta | In trasferta | In trasferta | Totale | Totale | Totale | Totale | Totale | Totale | DR  |
| Competizione     | Punti | G       | V       | N       | P       | Gf      | Gs      | G            | V            | N            | P            | Gf           | Gs           | G      | V      | N      | P      | Gf     | Gs     | DR  |
| ---------------- | ----- | ------- | ------- | ------- | ------- | ------- | ------- | ------------ | ------------ | ------------ | ------------ | ------------ | ------------ | ------ | ------ | ------ | ------ | ------ | ------ | --- |
| Ligue 1          | 55    | 17      | 9       | 4       | 4       | 21      | 11      | 17           | 6            | 6            | 5            | 19           | 18           | 34     | 15     | 10     | 9      | 40     | 29     | +11 |
| Coppa di Francia | -     | 1       | 0       | 1       | 0       | 0       | 0       | 3            | 2            | 0            | 1            | 8            | 6            | 4      | 2      | 1      | 1      | 8      | 6      | +2  |
| Totale           | -     | 18      | 9       | 5       | 4       | 21      | 11      | 19           | 8            | 6            | 5            | 27           | 24           | 37     | 17     | 11     | 9      | 48     | 35     | +13 |

### Andamento in campionato
| Giornata  | 1 | 2  | 3  | 4 | 5 | 6 | 7 | 8 | 9 | 10 | 11 | 12 | 13 | 14 | 15 | 16 | 17 | 18 | 19 | 20 | 21 | 22 | 23 | 24 | 25 | 26 | 27 | 28 | 29 | 30 | 31 | 32 | 33 | 34 |
| --------- | - | -- | -- | - | - | - | - | - | - | -- | -- | -- | -- | -- | -- | -- | -- | -- | -- | -- | -- | -- | -- | -- | -- | -- | -- | -- | -- | -- | -- | -- | -- | -- |
| Luogo     | C | T  | C  | C | T | T | C | T | C | T  | C  | T  | C  | T  | C  | T  | C  | T  | C  | T  | C  | T  | C  | T  | C  | T  | C  | T  | T  | C  | T  | C  | C  | T  |
| Risultato | N | N  | N  | V | V | V | N | V | V | V  | V  | N  | V  | P  | V  | P  | V  | P  | V  | N  | P  | P  | N  | P  | P  | V  | P  | N  | N  | V  | V  | P  | V  | N  |
| Posizione | 8 | 10 | 13 | 8 | 3 | 2 | 4 | 2 | 2 | 1  | 1  | 2  | 2  | 2  | 2  | 2  | 2  | 2  | 2  | 2  | 2  | 3  | 4  | 5  | 6  | 5  | 5  | 5  | 5  | 5  | 5  | 5  | 5  | 5  |

Legenda:

Luogo: C = Casa; T = Trasferta. Risultato: V = Vittoria; N = Pareggio; P = Sconfitta.

### Statistiche dei giocatori
Sono in corsivo i calciatori che hanno lasciato la società a stagione in corso.
| Giocatore         | Ligue 1  | Ligue 1 | Ligue 1     | Ligue 1    | Coppa di Francia | Coppa di Francia | Coppa di Francia | Coppa di Francia | Totale   | Totale | Totale      | Totale     |
| Giocatore         | Presenze | Reti    | Ammonizioni | Espulsioni | Presenze         | Reti             | Ammonizioni      | Espulsioni       | Presenze | Reti   | Ammonizioni | Espulsioni |
| ----------------- | -------- | ------- | ----------- | ---------- | ---------------- | ---------------- | ---------------- | ---------------- | -------- | ------ | ----------- | ---------- |
| A. Amraoui        | 0        | 0       | 0           | 0          | 1                | 0                | 0                | 0                | 1        | 0      | 0           | 0          |
| Y. Atal           | 6        | 1       | 2           | 0          | 0                | 0                | 0                | 0                | 6        | 1      | 2           | 0          |
| A. Baldé          | 7        | 0       | 0           | 0          | 2                | 0                | 1                | 0                | 9        | 0      | 1           | 0          |
| R. Bambu          | 0        | 0       | 0           | 0          | 1                | 0                | 0                | 0                | 1        | 0      | 0           | 0          |
| M. Bard           | 32       | 1       | 7           | 1          | 2                | 0                | 0                | 0                | 34       | 1      | 7           | 1          |
| R. Belahyane      | 1        | 0       | 0           | 0          | 1                | 0                | 0                | 0                | 2        | 0      | 0           | 0          |
| J. Boga           | 28       | 6       | 1           | 0          | 1                | 0                | 0                | 0                | 29       | 6      | 1           | 0          |
| B. Bouanani       | 7        | 0       | 0           | 0          | 1                | 0                | 0                | 0                | 8        | 0      | 0           | 0          |
| H. Boudaoui       | 28       | 2       | 3           | 0          | 0                | 0                | 0                | 0                | 28       | 2      | 3           | 0          |
| B. Brahimi        | 2        | 0       | 0           | 0          | 0                | 0                | 0                | 0                | 2        | 0      | 0           | 0          |
| M. Bułka          | 34       | -28     | 2           | 0          | 4                | -6               | 1                | 0                | 38       | -34    | 3           | 0          |
| A. Claude-Maurice | 18       | 0       | 0           | 0          | 3                | 1                | 1                | 0                | 21       | 1      | 1           | 0          |
| M. Cho            | 17       | 1       | 2           | 0          | 3                | 1                | 0                | 0                | 20       | 2      | 2           | 0          |
| Dante             | 32       | 1       | 4           | 1          | 3                | 0                | 0                | 0                | 35       | 1      | 4           | 1          |
| S. Diop           | 10       | 0       | 0           | 0          | 0                | 0                | 0                | 0                | 10       | 0      | 0           | 0          |
| A. Doumbouya      | 0        | 0       | 0           | 0          | 1                | 0                | 0                | 0                | 1        | 0      | 0           | 0          |
| E. Guessand       | 34       | 6       | 1           | 0          | 4                | 1                | 0                | 0                | 38       | 7      | 1           | 0          |
| G. Laborde        | 34       | 5       | 3           | 0          | 4                | 1                | 0                | 0                | 38       | 6      | 3           | 0          |
| J. Lotomba        | 28       | 1       | 4           | 0          | 3                | 0                | 0                | 0                | 31       | 1      | 4           | 0          |
| T. Louchet        | 13       | 1       | 1           | 0          | 3                | 1                | 0                | 0                | 16       | 2      | 1           | 0          |
| A. Mendy          | 10       | 0       | 0           | 0          | 3                | 0                | 0                | 0                | 13       | 0      | 0           | 0          |
| T. Moffi          | 30       | 11      | 4           | 0          | 2                | 0                | 0                | 0                | 32       | 11     | 4           | 0          |
| Y. Ndayishimiye   | 23       | 0       | 5           | 1          | 3                | 1                | 0                | 0                | 26       | 1      | 5           | 1          |
| R. Perraud        | 19       | 0       | 2           | 0          | 2                | 0                | 0                | 0                | 21       | 0      | 2           | 0          |
| P. Rosario        | 30       | 0       | 4           | 0          | 4                | 0                | 3                | 0                | 34       | 0      | 7           | 0          |
| V. Rosier         | 3        | 0       | 0           | 0          | 0                | 0                | 0                | 0                | 3        | 0      | 0           | 0          |
| M. Sanson         | 29       | 2       | 4           | 0          | 3                | 2                | 0                | 0                | 32       | 4      | 4           | 0          |
| K. Thuram         | 27       | 1       | 7           | 0          | 2                | 0                | 0                | 0                | 29       | 1      | 7           | 0          |
| J. Todibo         | 30       | 0       | 2           | 1          | 3                | 0                | 1                | 0                | 33       | 0      | 3           | 1          |
| D. Traoré         | 1        | 0       | 0           | 0          | 1                | 0                | 0                | 0                | 2        | 0      | 0           | 0          |